# خمیلو (شهرستان سوکوووف)
خمیلو (به لهستانی:  Chmielew) یک روستا در لهستان است که در گمینا سوکوووف پودلاسکی واقع شده‌است.